# البرتو، بخش پابیانیک
البرتو، بخش پابیانیک (به لاتین: Albertów, Pabianice County) یک منطقهٔ مسکونی در لهستان است که در Gmina Lutomiersk واقع شده‌است.